# Wie ben ik? (Nederland)

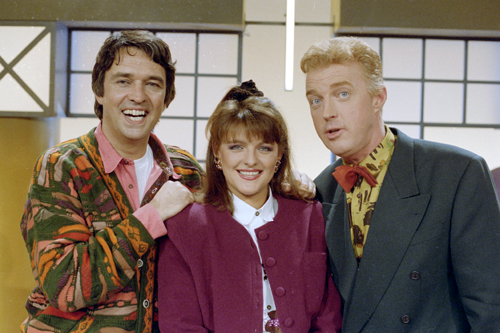
Het team van Wie ben ik? in 1990: Ron Brandsteder, Caroline Tensen en André van Duin

Wie ben ik? is een komisch Nederlands spelprogramma waarbij twee teams bestaande uit elk drie kandidaten moeten raden wie, wat of waar ze zijn. Het format is gebaseerd op het gelijknamige programma uit België. Net als bij het programma Dit was het nieuws is het spel slechts een middel en niet zozeer het doel. Het accent ligt dan ook meer op de humor dan op het spelelement.

## Spelverloop

### Originele ronden
In de originele versie kende het spel de volgende ronden:
Wie ben ik?Deze ronde wordt slechts door één team gespeeld. Een voor een krijgen de drie teamleden een voor hen niet zichtbare naam van een persoon of personage op een bordje voor zich (de kijker krijgt wel te zien wat er op de bordjes staat). Nadat dit bordje is verschenen, krijgen ze drie aanwijzingen en mogen ze gedurende 30 seconden ja-neevragen stellen aan het andere team. Zodra alle drie de teamleden dit hebben gedaan, mogen ze eerst een gok wagen. Deze is meteen 90 punten waard als deze goed is. Zo niet, dan krijgen ze een vierde aanwijzing in de vorm van een voorwerp, optreden of gebeurtenis en krijgen ze 90 seconden de tijd om meer vragen te stellen en te raden wie ze zijn. Als ze het dan raden, worden de overgebleven seconden opgeteld bij de score van het team. Vanaf 2021 mogen ze als ze het niet raden binnen 90 seconden, overleggen met het publiek. Als ze het dan alsnog raden, levert dit 10 punten op voor het team.
Wat ben ik?Deze ronde is gelijk aan 'Wie ben ik?', maar dan met namen van voorwerpen, begrippen of dieren in plaats van personen. Deze ronde wordt alleen gespeeld door het team dat niet deelnam aan de 'Wie ben ik?'-ronde.
Waar ben ik?Deze ronde wordt door beide teams gespeeld. De presentator bevindt zich op een locatie die geraden moet worden. De kijker ziet deze locatie onder in beeld op zijn/haar scherm. Zodra het antwoord op een vraag 'nee' is, krijgt het andere team de beurt. Zodra een team de locatie raadt, verdubbelt de score van dit team en wint dit team daardoor meestal de aflevering. In 2021 bevindt zich niet de presentator, maar bevinden de twee teamcaptains zich op een locatie die zij moeten raden aan de hand van door de presentator gegeven aanwijzingen. De kijker ziet de locatie als een foto om de teamcaptains heen. Ook hierbij geldt dat als de locatie wordt geraden, de score van het team van de captain die de locatie raadt verdubbelt en dit team wint.
Aan het eind van het spel krijgen alle leden van het winnende team een geschenkje van de teamleider van het verliezende team.

### Uitbreiding ronden (2008 en 2017)
In de 2008-versie van SBS en de 2017-versie van Wie ben ik? werd de volgende ronde toegevoegd:
Wat zeg ik?Deze ronde wordt door beide teams gespeeld. In de 2008-versie moet de teamleider van een team in anderhalve minuut een verhaal vertellen over een door de presentator genoemd onderwerp. Tijdens het vertellen komen op de desk van het andere team drie bordjes omhoog met daarop woorden die niets te maken hebben met het gespreksonderwerp, maar die door de teamleider toch in het verhaal moeten worden verwerkt. Het is aan het andere team om te raden welke woorden op hun bordjes staan door goed te luisteren naar wat er gezegd wordt, en zo te concluderen welke woorden een beetje vreemd overkomen ten opzichte van het gespreksonderwerp. Elk goed antwoord levert 30 punten op voor het team en als geen van de woorden geraden wordt, krijgt het andere team 30 punten. In de 2017-versie noemt de presentator niet het onderwerp van het verhaal, maar geeft deze de eerste zin, waarna de teamcaptain het verhaal moet afmaken. Voor de rest is de ronde hetzelfde gebleven. In de aflevering van 5 januari 2019 noemde Ruben in deze ronde de woorden op de bordjes niet in zijn verhaal. Dit leverde het team van Tijl 90 punten op. Bij deze ronde krijgt de kijker wel te zien welke woorden er op de bordjes staan.:

### Uitbreiding ronden (2009)
In 2009 werd het spel verder uitgebreid. Het spel duurde nu 90 minuten, inclusief reclame.
Wat hoor ik?Deze ronde wordt tweemaal gespeeld. Achter een scherm wordt een geluid geproduceerd, waarna beide teams moeten proberen te raden wat dit voor geluid is. De kijker krijgt hierbij overigens wel te zien wie of wat het geluid produceert, aangezien er ook achter het scherm wordt gefilmd.
Wat zijn wij?Deze ronde wordt door beide teams gespeeld. Bij elk team komen drie bordjes omhoog met daarop woorden die samen iets vormen. Wat dat iets is moet het team binnen 90 seconden zien te raden. Als aanwijzing wordt hierbij een voorwerp of gebeurtenis getoond.
Wie is dat?Een van de leden uit elk team neemt een persoon mee naar de studio. Het andere team moet binnen 90 seconden raden wat de relatie is tussen deze persoon en het teamlid in kwestie door ja-neevragen te stellen. Deze relatie stond op een bordje dat bij het team dat moest raden omhoog kwam. Als ze het raden krijgen ze 60 punten. Raden ze het niet, dan gaan de 60 punten naar het andere team. Deze ronde wordt niet in elke aflevering gespeeld.
Wat voel ik?Om beurten moeten de teamleiders een voorwerp dat ze niet kunnen zien betasten en omschrijven wat ze voelen. Ook hierbij wordt achter het scherm gefilmd, zodat de kijker het voorwerp wel te zien krijgt. Binnen 90 seconden moeten ze dan met hun teamgenoten proberen te raden wat dit voorwerp is. Als ze het raden, krijgt hun team 60 punten. Deze ronde wordt niet in elke aflevering gespeeld.

### Vernieuwde versie (vanaf 2018)
Sinds 2018 worden de ronden 'Wie ben ik?', 'Wat ben ik?' en 'Waar ben ik?' gespeeld. 'Waar ben ik?' werd niet meer gespeeld door de teamleider, maar door de beste speler van het team. Tevens keerde de ronde 'Wat zeg ik?' terug in het programma. Sindsdien wordt de ronde 'Waar ben ik?' als finale gespeeld. De teams krijgen om de beurt dertig seconden om vragen stellen aan de presentator en zo te proberen de locatie te raden (wordt telkens aangegeven met een gongslag en vanaf 2019 met een zoemer). De presentator geeft hierbij ook aanwijzingen over de locatie, zodat de teamcaptains weten in welke richting ze moeten zoeken om de locatie te raden.
De totaalscore van het team dat de 'Waar ben ik?' raadt, wordt verdubbeld.

## Seizoensoverzicht

### Seizoenen
Hieronder een overzicht van het aantal seizoenen met afleveringen aantal en datum van uitzending.
| Seizoen | Start             | Einde            | Afleveringen aantal | Presentatie       | Zender | Speelduur incl. reclame |
| ------- | ----------------- | ---------------- | ------------------- | ----------------- | ------ | ----------------------- |
| 1       | 4 juni 1990       | 31 december 1990 | 30                  | Caroline Tensen   | RTL 4  | 35 minuten              |
| 2       | 30 september 1991 | 19 juni 1992     | 39                  | Caroline Tensen   | RTL 4  | 35 minuten              |
| 3       | 2 oktober 1992    | 21 mei 1993      | 26                  | Caroline Tensen   | RTL 4  | 35 minuten              |
| 4       | 4 september 1993  | 30 mei 1994      | 27                  | Caroline Tensen   | RTL 4  | 35 minuten              |
| 5       | 2 oktober 1994    | 29 mei 1995      | 28                  | Caroline Tensen   | RTL 4  | 35 minuten              |
| 6       | 10 september 1995 | 16 januari 1996  | 16                  | Caroline Tensen   | RTL 4  | 35 minuten              |
| 7       | 3 september 1996  | 27 mei 1997      | 21                  | Caroline Tensen   | RTL 4  | 35 minuten              |
| 8       | 1 september 1997  | 22 januari 1998  | 15                  | Caroline Tensen   | RTL 4  | 35 minuten              |
| special | 10 juli 1998      | 14 augustus 1998 | 6                   | Caroline Tensen   | RTL 4  | 35 minuten              |
| special | 7 mei 1999        | 21 mei 1999      | 3                   | Caroline Tensen   | RTL 4  | 35 minuten              |
| 9       | 12 juni 1999      | 31 juli 1999     | 8                   | Caroline Tensen   | RTL 4  | 35 minuten              |
| 10      | 5 oktober 2000    | 10 mei 2001      | 23                  | Mariska van Kolck | RTL 4  | 35 minuten              |
| 11      | 13 september 2008 | 31 december 2008 | 6                   | Tooske Ragas      | SBS6   | 60 minuten              |
| 12      | 17 januari 2009   | 28 februari 2009 | 7                   | Tooske Ragas      | SBS6   | 90 minuten              |
| 13      | 2 maart 2013      | 6 april 2013     | 6                   | Wendy van Dijk    | RTL 4  | 60 minuten              |
| 14      | 29 april 2017     | 3 juni 2017      | 6                   | Wendy van Dijk    | RTL 4  | 60 minuten              |
| 15      | 3 maart 2018      | 14 april 2018    | 7                   | Wendy van Dijk    | RTL 4  | 60 minuten              |
| 16      | 5 januari 2019    | 23 februari 2019 | 8                   | Wendy van Dijk    | RTL 4  | 60 minuten              |
| 17      | 4 januari 2020    | 15 februari 2020 | 7                   | Caroline Tensen   | RTL 4  | 60 minuten              |
| 18      | 14 januari 2021   | 25 februari 2021 | 7                   | Caroline Tensen   | RTL 4  | 35 minuten              |

### Presentatie
Het oorspronkelijke programma werd gepresenteerd door Caroline Tensen, zij presenteerde het programma tot en met het 9e seizoen. Daarnaast presenteerde zij tussen seizoen 8 en 9 twee korte specials, die bestonden uit zes en de ander uit drie afleveringen. In 2000 werd Tensen vervangen door Mariska van Kolck; zij presenteerde alleen het tiende seizoen waarna het programma van de buis werd gehaald. In 2008 keerde het programma na zeven jaar terug op televisie. Ditmaal werd het uitgezonden door SBS6 en werd het gepresenteerd door Tooske Ragas. Na twee seizoenen stopte het programma in 2009. Echter in 2013 maakte het zijn terugkeer bij RTL 4 en werd gepresenteerd door Wendy van Dijk. Zij was in de eerste seizoenen in de jaren 90 ook als assistente te zien. Sindsdien is er geen assistente meer in het programma, maar worden de voorwerpen, die als aanwijzing gelden, via een lopende band of op een podium getoond. Na vier jaar keerde het programma in 2017 terug met Van Dijk als presentatrice. In januari 2020 keerde de oorspronkelijke presentatrice van het programma, Caroline Tensen, terug als presentatrice.
| Presentator       | S1 | S2 | S3 | S4 | S5 | S6 | S7 | S8 | SP | SP | S9 | S10 | S11 | S12 | S13 | S14 | S15 | S16 | S17 | S18 |
| ----------------- | -- | -- | -- | -- | -- | -- | -- | -- | -- | -- | -- | --- | --- | --- | --- | --- | --- | --- | --- | --- |
| Caroline Tensen   |    |    |    |    |    |    |    |    |    |    |    |     |     |     |     |     |     |     |     |     |
| Mariska van Kolck |    |    |    |    |    |    |    |    |    |    |    |     |     |     |     |     |     |     |     |     |
| Tooske Ragas      |    |    |    |    |    |    |    |    |    |    |    |     |     |     |     |     |     |     |     |     |
| Wendy van Dijk    |    |    |    |    |    |    |    |    |    |    |    |     |     |     |     |     |     |     |     |     |

### Teamcaptains
In het oorspronkelijke programma waren Ron Brandsteder en André van Duin samen als teamcaptains te zien. Zij deden dit samen 242 afleveringen, verdeeld over tien seizoenen en twee specials, totdat het programma in 2001 stopte. In 2008 keerde het programma na zeven jaar terug op televisie. Ditmaal werd het uitgezonden door SBS6 en waren Gerard Joling en Patty Brard te zien als teamcaptains. Zij deden dit twee seizoenen. In 2013 maakte het programma zijn terugkeer bij RTL 4. Ditmaal zaten er vier teamcaptains in het programma, verspreid over twee teams. De teamcaptains waren Paul de Leeuw en Richard Groenendijk tegen Gordon en Jandino Asporaat; zij waren gezamenlijk één seizoen te zien. Na vier jaar keerde het programma in 2017: Asporaat keerde als enige teamcaptain terug, Najib Amhali werd als nieuwe teamcaptain toegevoegd. Vanaf 2018 werden Ruben Nicolai en Tijl Beckand als nieuwe teamcaptains aangewezen.
| Teamcaptain         | S1 | S2 | S3 | S4 | S5 | S6 | S7 | S8 | SP | SP | S9 | S10 | S11 | S12 | S13 | S14 | S15 | S16 | S17 | S18 |
| ------------------- | -- | -- | -- | -- | -- | -- | -- | -- | -- | -- | -- | --- | --- | --- | --- | --- | --- | --- | --- | --- |
| Ron Brandsteder     |    |    |    |    |    |    |    |    |    |    |    |     |     |     |     |     |     |     |     |     |
| André van Duin      |    |    |    |    |    |    |    |    |    |    |    |     |     |     |     |     |     |     |     |     |
| Gerard Joling       |    |    |    |    |    |    |    |    |    |    |    |     |     |     |     |     |     |     |     |     |
| Patty Brard         |    |    |    |    |    |    |    |    |    |    |    |     |     |     |     |     |     |     |     |     |
| Paul de Leeuw       |    |    |    |    |    |    |    |    |    |    |    |     |     |     |     |     |     |     |     |     |
| Richard Groenendijk |    |    |    |    |    |    |    |    |    |    |    |     |     |     |     |     |     |     |     |     |
| Gordon              |    |    |    |    |    |    |    |    |    |    |    |     |     |     |     |     |     |     |     |     |
| Jandino Asporaat    |    |    |    |    |    |    |    |    |    |    |    |     |     |     |     |     |     |     |     |     |
| Najib Amhali        |    |    |    |    |    |    |    |    |    |    |    |     |     |     |     |     |     |     |     |     |
| Ruben Nicolai       |    |    |    |    |    |    |    |    |    |    |    |     |     |     |     |     |     |     |     |     |
| Tijl Beckand        |    |    |    |    |    |    |    |    |    |    |    |     |     |     |     |     |     |     |     |     |

## Trivia
- Het spelletje is in zekere zin een opvolger van het televisieprogramma Babbelonië dat bij de AVRO werd uitgezonden.
- De intromuziek van het programma werd tot en met seizoen twaalf ingezongen door de teamcaptains van het programma.
- Toen het programma in 2008 na zeven jaar terugkeerde op de televisie met nieuwe teamcaptains waren oud-teamcaptains Ron Brandsteder en André van Duin beiden als gast in het programma te zien.